# Sebastian Florek
Sebastian Andrzej Florek (ur. 28 stycznia 1971 w Olsztynie) – polski przedsiębiorca i polityk, poseł na Sejm IV kadencji, uczestnik pierwszej polskiej edycji programu Big Brother.

## Życiorys
Syn Stefana Florka. Ukończył studia na Wydziale Rolniczym Akademii Rolniczo-Technicznej w Olsztynie, gdzie uzyskał tytuł zawodowy magistra inżyniera. Zajmował się prowadzeniem tartaku i gospodarstwa rolno-leśnego, był także radnym gminnym. Działał w Związku Socjalistycznej Młodzieży Polskiej.
W 2001 brał udział w 1. polskiej edycji reality show Big Brother. Zagrał również w filmie Gulczas, a jak myślisz... (2001) w reżyserii Jerzego Gruzy.
W 2001 jako kandydat do Sejmu z ramienia Sojuszu Lewicy Demokratycznej z okręgu olsztyńskiego uzyskał mandat poselski, otrzymując 7654 głosy. Zasiadał w Komisji Rolnictwa i Rozwoju Wsi oraz w Komisji Ochrony Środowiska, Zasobów Naturalnych i Leśnictwa. W 2004 startował bez powodzenia w wyborach do Parlamentu Europejskiego. W 2005 nie ubiegał się o reelekcję.
Właściciel plantacji wierzby energetycznej i gospodarstwa agroturystycznego.